# Androstephium
Genre
Classification APG III (2009)
Androstephium est un genre de plantes de la famille des asparagacées.

## Liste d’espèces
Selon NCBI (6 août 2015) et World Checklist of Selected Plant Families (WCSP) (6 août 2015) :
- Androstephium breviflorum S.Watson (1873)
- Androstephium coeruleum (Scheele) Greene (1890)

Selon ITIS (6 août 2015) :
- Androstephium breviflorum S. Wats.
- Androstephium caeruleum (Scheele) Greene
- Androstephium violaceum Torrey